# Robert Rocca
Pour les articles homonymes, voir Rocca.
Robert Rocca, nom de scène de Robert Paul Joseph Canaveso, né le 11 juillet 1912 dans le 18e arrondissement de Paris et mort le 11 avril 1994 à Bougival (Yvelines), est un chansonnier français. 

## Biographie
Fils d'un couple de coiffeurs de la rue Ordener, Robert Rocca fait ses débuts en 1932 à La Vache Enragée puis se produit dans plusieurs autres cabarets parisiens. Avec Jean Valton, il fait les beaux jours du Caveau de la République.
Durant les années 1950-1960 avec son compère - et beau-frère à la ville - Jacques Grello, il est l'un des piliers des émissions télévisées satiriques du dimanche La Boîte à sel et Le Grenier de Montmartre, ainsi que de l'émission Le Club des chansonniers sur Radio Luxembourg. Leurs dialogues suggèrent déjà les futurs duos formés par Jean Yanne et Jacques Martin ou des Frères ennemis. 
Au cours des années 1970-1980, il devient très connu du grand public pour ses participations à l'émission de télévision : Les Jeux de 20 heures. Il a auparavant représenté en 1971 la France au jeu international des télévisions francophones Le Francophonissime. Sa sœur, Danielle Rocca, est comédienne et a participé aux Jeux de 20 Heures.
Il est inhumé au cimetière de Bougival (Yvelines).

## Style
Un poème composé par Robert Rocca pendant la IVe République est Tu seras ministre, mon fils, inspiré de Kipling et André Maurois, qui commençait par :
Si tu sais réprimer les élans de ton âme, 

Si tu peux composer avec la vérité 

Et dans ton jeune esprit, éteindre toute flamme 

Pour n'être jamais las, déçu ni dégoûté.
(...)
Robert Rocca est le créateur en 1949, d'une des rares chansons de cette période présentant l'homosexualité sous un jour positif : Dans ce pays-là, ils en sont tous, histoire d'une "petite ville de France" où tous les hommes sont homosexuels et "vivent en paix".
Au Théâtre de dix heures, où il se produisait parfois, il se fit remarquer lors de la nomination d'Arthur Conte à l'ORTF dix ans après Claude Contamine :
Vous vous rendez-compte ?

Il y a dix ans, le directeur se nommait "Contamine"

Aujourd'hui, il se nomme "Conte"

On n'ose pas se demander comment il se nommera dans dix ans !

Dans vingt ans, on ne le nommera plus du tout, on lui criera simplement "Hep, vous, là-bas !"

## Filmographie

### Acteur
- 1942 : Montmartre en couleurs de Jean-Claude Bernard - court métrage, voix uniquement -
- 1948 : Ma tante d'Honfleur de René Jayet
- 1948 : Un dimanche à Paris de Claude Lalande - court métrage -
- 1949 : Branquignol de Robert Dhéry
- 1950 : Au fil des ondes de Pierre Gautherin - participation -
- 1950 : Souvenirs perdus de Christian-Jaque - voix uniquement -
- 1950 : Peintres et artistes montmartrois de Jean-Claude Bernard - voix uniquement -
- 1953 : Adam est... Ève de René Gaveau
- 1954 : Montmartre nocturne de Jean-Claude  Bernard - court métrage, voix uniquement -
- 1955 : Coup dur chez les mous de Jean Loubignac
- 1957 : C'est arrivé à 36 chandelles d'Henri Diamant-Berger
- 1958 : Sérénade au Texas de Richard Pottier
- 1960 : Les Nuits du monde (Il mondo di notte) de Luigi Vanzi - voix uniquement

### Scénariste
- 1950 : Une nuit de noces de René Jayet
- 1958 : À pied, à cheval et en spoutnik de Jean Dréville

## Théâtre

### Auteur
- 1936 : Oh... rions !, revue de Robert Rocca, Ded Rysel et Raymond Vincy, musique de Georges Matis et Lucien Artus, mise en scène de Maurice Poggi, au théâtre des Deux-Ânes (1er juillet)
- 1938 : Servez chaud, revue de Robert Rocca et Géo Charley, au théâtre des Deux-Ânes (12 avril)
- 1938 : A mi-croc !, revue de Robert Rocca, musique de Georges Carry, au théâtre des Noctambules (23 septembre)
- 1938 : On est des noc, revue de Robert Rocca et Ded Rysel, au théâtre des Noctambules (25 novembre)
- 1939 : Encadrons !, revue en 6 tableaux de Robert Rocca et Jean Marsac, musique de Georges Matis, mise en scène de Tarquini d'Or, au théâtre du Perchoir (9 janvier)
- 1945 : On parle onglée, revue de Robert Rocca et Pierre Gilbert, au théâtre des Deux-Ânes (20 janvier)
- 1945 : Oui, oui !, revue de Robert Rocca et Géo Charley, au théâtre du Coucou (19 octobre)
- 1947 : Bonne chance, Vincent !, revue de Robert Rocca et Edmond Meunier, musique de Georges Matis, mise en scène de Robert Dhéry, au théâtre du Coucou (17 mars)
- 1947 : Âneries 47, revue de Robert Rocca et Pierre Gilbert, mise en scène de Jacques-Henri Duval, musique de Gaston Claret et Joëguy, au Théâtre des Célestins de Lyon (13 juin)
- 1947 : Ah, les vaches !, revue de Robert Rocca et Pierre Gilbert, au théâtre des Deux-Ânes (21 septembre)
- 1948 : Le Franc... geint !, revue de Robert Rocca et Jacques Grello, musique de Mad Rainvyl, au Caveau de la République (12 mars)
- 1949 : L'Âne est terrible, revue d'actualité de Robert Rocca et Jacques Grello, au théâtre des Deux-Ânes (22 janvier)
- 1949 : Watt... hésite ?, revue de Robert Rocca, au théâtre du Coucou (1er décembre)
- 1950 : Coca-l'Âne, revue de Robert Rocca et Pierre Gilbert, musique de Gaston Claret, mise en scène de René Dupuy, au théâtre des Deux-Ânes (31 mars)
- 1955 : Chair de poule, opéra-show en 2 actes et 28 tableaux de Robert Rocca et Pierre Dac, musique de Michel Emer, mise en scène de Jean Bellenger, adaptation de François Billetdoux, au théâtre Daunou (8 juillet)
- 1961 : Un certain Monsieur Blot, pièce en 3 actes et 45 tableaux de Robert Rocca d'après le roman de Pierre Daninos, mise en scène de René Dupuy, musique d'Henri Betti et Jean-Pierre Landreau,  au théâtre Gramont (18 septembre)
- 1961 : Le Moulin à poivre, fantaisie d'actualité en 2 actes de Robert Rocca et Jacques Grello, mise en scène de Jacques Mauclair, aux Trois Baudets (27 novembre).

### Comédien
- 1961 : Moulin à poivre de Robert Rocca et Jacques Grello, mise en scène Jacques Mauclair, Les Trois Baudets.

## Publications
- 1945 : Trois de Montmartre, avec Géo Charley et Jamblan, éditions Solar à Monte-Carlo.
- 1961 : Un certain Monsieur Blot, pièce en 3 actes d'après le roman de Pierre Daninos, éditions L'Avant Scène, à Paris.
- 1963 : Un certain Monsieur Blot, comédie en 3 actes, collection La Thune du Guay, Jack Rollan éditeur à Lausanne.
- 1963 : Dictionnaire de nos emm..dements, illustrations de Jean-Bernard Aldebert, éditions La Pensée Moderne à Paris. Édité en espagnol (Diccionario de las contrariedades) chez Grijalbo à Mexico en 1965.
- 1968 : Le Petit livre rouge du Général, aux éditions de La Pensée Moderne, Paris. Édité en italien (I pensieri del Generale) chez Montadori en 1968 et en allemand (Das kleine rote Buch des Generals) chez Blick + Bild en 1969.
- 1969 : Pompideux. Le Petit livre d'or du chaos, illustrations de Calvi, éditions La Pensée Moderne, à Paris.
- Sans date : Frères d'armes, comédie en un acte avec Henri Debain, aux éditions Les Meilleures Scènes, à Paris.
- Sans date : Répétition, comédie en un acte avec Henri Debain, aux éditions Les Meilleures Scènes, à Paris.
- Sans date : Robert Rocca, édition pirate, aux éditions Minerva à Paris.
- Sans date : Le Petit livre d'or des humoristes, avec Jean Valton, Roger Nicolas et Christian Méry, aux éditions Minerva, à Paris.